# Toxorhina fumipennis
Toxorhina fumipennis là một loài ruồi trong họ Limoniidae. Chúng phân bố ở miền Australasia.